# Buena Vista (Curaçao)
Buena Vista is een wijk in het noordwesten van Willemstad in Curaçao en omvat de buurten Juanota, Bellevue, Bivak, Normandie en Buena Vista. De wijk ligt ten noorden van  Isla.
Buena Vista is halverwege en eind jaren 1920 ontstaan als woonwijk van veelal lokale arbeiders die bij Shell werkten. De overheid van Curaçao startte midden jaren 1940 met sociale woningbouw op het eiland en bouwde volkswoningen onder meer in Buena Vista. Bij de volkstelling van 2011 werden 3.892 inwoners geteld in Buena Vista. De bevolkingsdichtheid voor deze buurt was 2639 personen per vierkante kilometer. In 1959 werd de Rooms-Katholieke parochie La Bírgen Milagroso di Buenavista gesticht, die ook veel gelovigen uit andere wijken trekt.